# Schwirrgerät

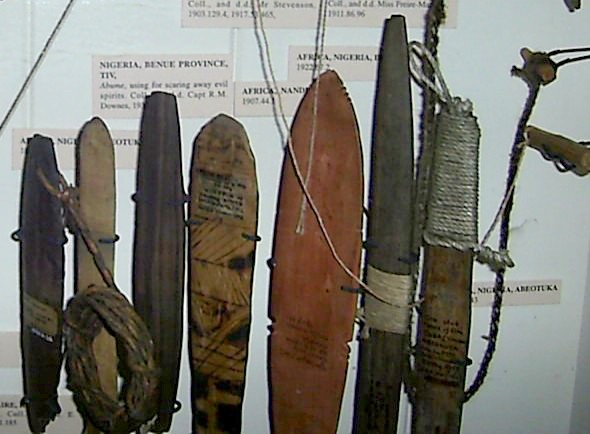
Schwirrgeräte aus Afrika

Das Schwirrgerät, genannt auch Schwirrholz (englisch Bullroarer, französisch Rhombe), gehört zu den ältesten Klangerzeugern. Instrumentenkundlich ist es ein Wirbelaerophon. Seine Wurzeln hat das Schwirrgerät in der Altsteinzeit, wie Funde aus Elfenbein, Geweih und Knochen zeigen. Ungeklärt ist die damalige Verwendung als Kommunikationsmittel oder Ritualinstrument. Heute wird es bei Ritualen oder als Spielzeuginstrument verwendet.

## Tonerzeugung
Das Schwirrgerät ist ein flaches, meist ovales Stück Holz, seltener Bambusrohr, Knochen, Stein oder Eisen, von 15 bis 50 cm Länge mit abgerundeten Kanten, das an einer 1 bis 2,5 Meter langen Schnur im Kreis geschwungen wird. Dabei wird das Holz um sich selbst in Drehung versetzt und die Schnur verdrillt. So entstehen Wirbel und die Druckvariation der Wirbel erzeugt einen tiefen, auf- und abschwellenden Ton, der bei Steigerung der Geschwindigkeit in ein Brummen oder Sirren übergeht. Die Töne entstehen auch durch Oszillation des Schwirrkörpers. Sein Klang ähnelt keinem anderen Klangerzeuger und hängt von der Form des Gerätes und der Drehgeschwindigkeit ab. Durch den auch bei Wind weithin hörbaren Klang kann über große Strecken hinweg mit diesem Instrument kommuniziert werden. Die typische Frequenz der Schwirrhölzer liegt um 80 Hz.

## Verwendung

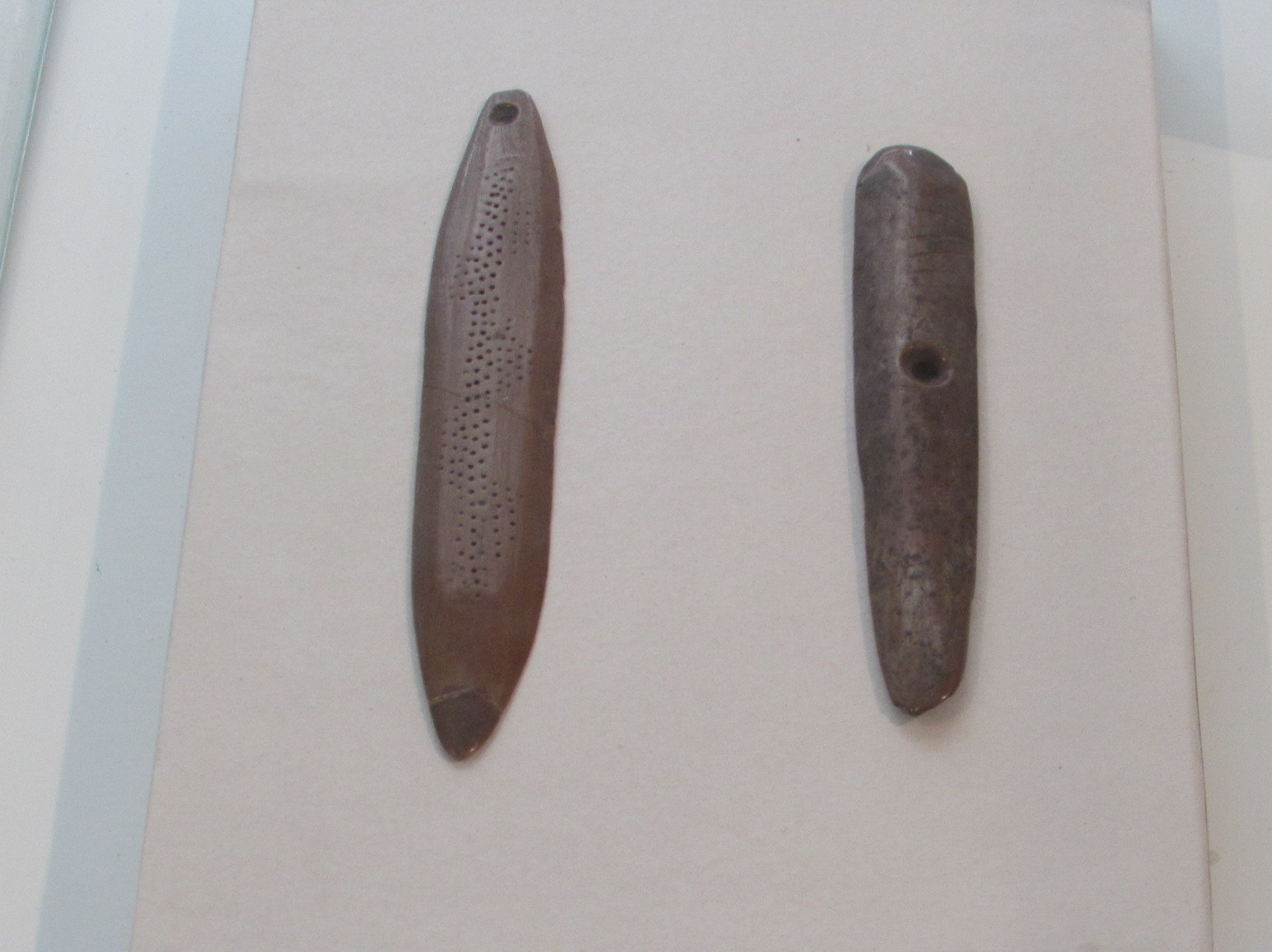
Mittelsteinzeitliches Schwirrgerät, Fundplatz Pritzerbe, Kreismuseum Jerichower Land

Das Schwirrgerät wurde bereits im Jungpaläolithikum verwendet, wobei es in Mitteleuropa Funde in der Stadt Havelsee bei Fohrde in Brandenburg, in Stellmoor aus der Ahrensburger Kultur in Schleswig-Holstein und in der Grotte de la Roche, Lalinde im Département Dordogne aus dem Magdalenien in Frankreich gibt.
Das Schwirrgerät kam in den unterschiedlichsten Kulturen von Afrika über Asien und Papua-Neuguinea bis Australien, Ozeanien sowie Nord- und Südamerika üblicherweise für Rituale zum Einsatz. In Nordamerika entspricht das Schwirrgerät unter anderem als Hilfsmittel für Krankenheilungen und Regenzauber funktionell der Gefäßrassel. Auf der Insel Neuirland wurde es zusammen mit dem Reibholz Lounuat bei Totenbeklagungsritualen eingesetzt.
Bei den Ritualen afrikanischer Männerbünde und bei Besessenheitskulten wie Bori und Dodo in Nigeria sollten die durchdringenden Geräusche des Schwirrgeräts die Frauen erschrecken und vom Ritualort fernhalten. Eine ähnliche furchteinflößende Wirkung wollte der heraufbeschworene „Geist“ erzielen, wenn er einen Stimmenverzerrer (einen Hohlkörper mit Mirliton) für seine Ansprachen verwendete.
Heute ist es bei den Aborigines Australiens und einigen Indianervölkern Nordamerikas in Gebrauch, die es Bullroarer nennen. Die Aborigines setzen ihre oft reich bemalten und mit Schnitzereien versehenen, Bora-Bora, Bugurum oder Tjuringa genannten Schwirrgeräte auch zur rituellen Kommunikation mit ihren Ahnen ein und um ihre Zeremonien zu initiieren. Das Schwirrgerät kommt in der Traumzeitgeschichte der Aborigines Byamee and the Bullroarer vor. Der Byamee ist ein Traumzeitwesen, der dem Schwirrgerät seine, nur ihm eigenen Töne verleiht. Als eine der bekanntesten politischen australischen Rockbands, Midnight Oil, in ihrem Song Bullroarer (der CD Diesel And Dust, 1987) Töne des Schwirrgeräts einspielten, wurden sie von den Aborigines dafür heftig kritisiert, da diese Töne zu geheiligten Ritualen gehören und diese nicht in Liedern abgespielt werden dürfen.
Ein Anwendungsbeispiel wird im Film Crocodile Dundee II (1988) dargestellt. Hier wird das Schwirrgerät vom Protagonisten als Kommunikationsmittel benutzt.
A. S. F. Gow (1934) will die griechische Iynx (ἴυγξ) bzw. den römischen Rhombus als Schwirrgerät identifizieren. Es kann sich dabei aber auch um ein magisches Instrument handeln, das zwischen zwei Schnüren an Ort und Stelle rotiert wird bzw. als Symbol von Eros dient, wie auch auf griechischen Vasen abgebildet. Höpfner identifiziert es dagegen als Kreisel.

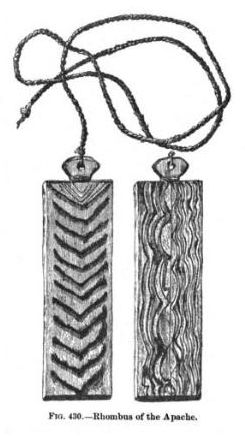
Bullroarer der Apachen (sounding Wood)
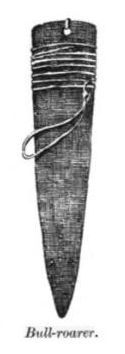
Bullroarer der Diné (groaning stick)
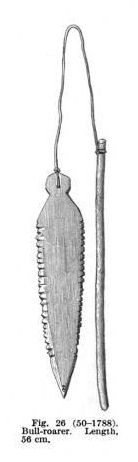
Bullroarer von den Gros Ventre (making cold)
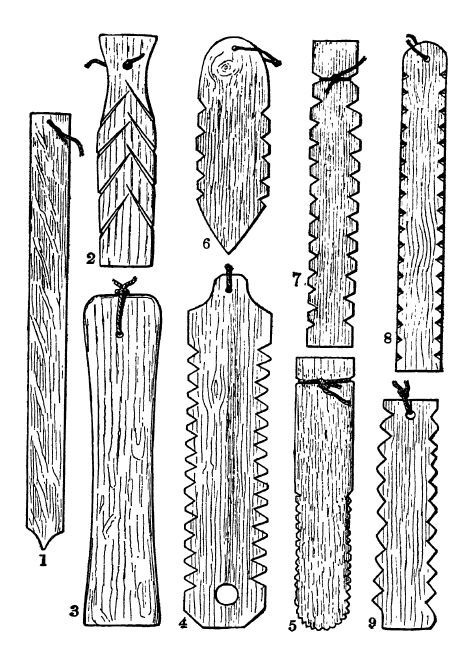
Bullroarer von den Britischen Inseln (56 cm lang)
Bororo mit Schwirrholz, nach Weule 1910